# Who Feels Love?
«Who Feels Love» es una canción de la banda de rock inglesa Oasis escrita por Noel Gallagher. Fue el segundo sencillo lanzado de su cuarto álbum Standing On The Shoulder Of Giants. Estuvo en el cuarto puesto en las listas de Reino Unido. Los acordes de la canción parecen tener similitudes con la canción Strawberry Fields Forever de The Beatles, además una de las caras B de este sencillo edición Japón contenía la canción "Helter Skelter" de The Beatles.

## Lista de canciones
CD sencillo (RKIDSCD 003), Vinilo de 12" (HES 6991676)

| N.º   | Título            | Duración |  |
| 1.    | «Who Feels Love?» | 5:45     |  |
| 2.    | «One Way Road»    | 4:03     |  |
| 3.    | «Helter Skelter»  | 5:51     |  |
| 15:39 |                   |          |  |

CD single enhanced (RKIDSCD 003)
| N.º   | Título                          | Duración |  |
| 1.    | «Who Feels Love?»               | 5:45     |  |
| 2.    | «One Way Road»                  | 4:03     |  |
| 3.    | «Helter Skelter»                | 5:51     |  |
| 4.    | «Who Feels Love?» (Music Video) | 5:41     |  |
| 21:20 |                                 |          |  |

CD sencillo Japón (ESCA 8133)

| N.º   | Título              | Duración |  |
| 1.    | «Who Feels Love?»   | 5:45     |  |
| 2.    | «One Way Road»      | 4:03     |  |
| 3.    | «Gas Panic!» (Demo) | 6:39     |  |
| 16:27 |                     |          |  |

Vinilo de 7" (RKID 003), Casete (RKIDCS 003), Sencillo en CD cardsleeve (HES 6991671)

| N.º  | Título           | Duración |  |
| 1.   | «Who Feels Love» | 5:45     |  |
| 2.   | «One Way Road»   | 4:03     |  |
| 8:48 |                  |          |  |

CD promocional (PRCD 97993), Vinilo promocional de 12" (RKID 003TP)

| N.º  | Título            | Duración |  |
| 1.   | «Who Feels Love?» | 5:45     |  |
| 5:45 |                   |          |  |

CD promocional Reino Unido #1 (SINE 002CD)

| N.º   | Título                           | Duración |  |
| 1.    | «Who Feels Love?» (Acoustic)     | 6:08     |  |
| 2.    | «Sunday Morning Call» (Acoustic) | 5:19     |  |
| 11:27 |                                  |          |  |

CD promocional Reino Unido #2 (RKIDSCD 003PX)

| N.º   | Título                   | Duración |  |
| 1.    | «Who Feels Love?» (Edit) | 4:19     |  |
| 2.    | «Who Feels Love?»        | 5:44     |  |
| 10:03 |                          |          |  |

CD promocional Brasil (899.866/2-495693)

| N.º   | Título                            | Duración |  |
| 1.    | «Who Feels Love?» (Edit)          | 4:18     |  |
| 2.    | «Who Feels Love?» (Album Version) | 5:44     |  |
| 3.    | «Who Feels Love?» (Demo)          | 6:05     |  |
| 16:07 |                                   |          |  |

Betacam promocional (none)

| N.º  | Título                          | Duración |  |
| 1.   | «Who Feels Love?» (Music Video) | 5:39     |  |
| 5:39 |                                 |          |  |

- Helter Skelter fue grabado durante la sesiones del Be Here Now.

- Datos: Q2721759